# Fältjägare

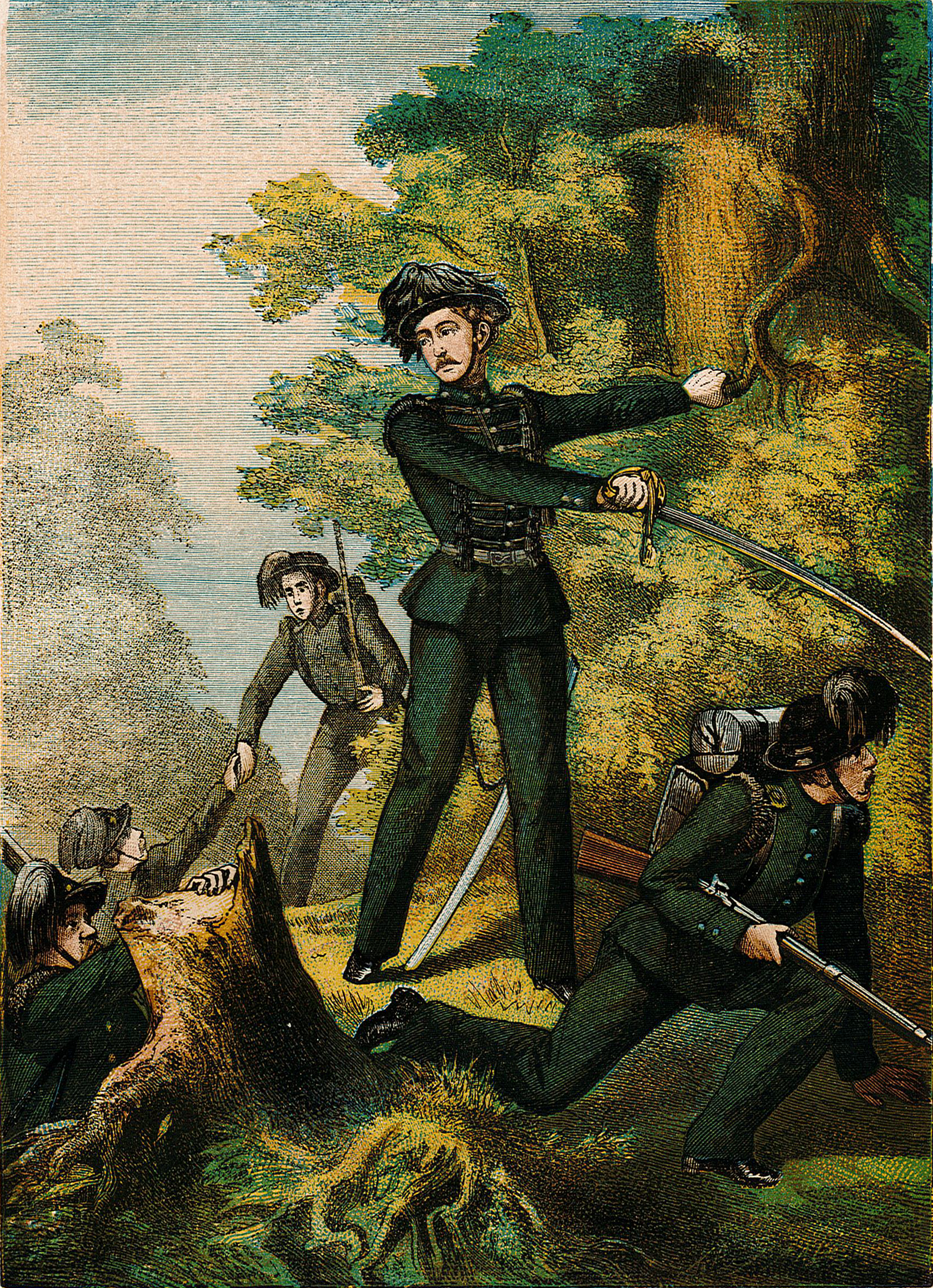
Wermlands fältjägare på 1860-talet

Fältjägare är en äldre benämning på infanteriets jägarförband och spaningssoldater i dessa förband. Förebilden för det svenska fältjägarkonceptet var det tyska Feld-Jäger-Korps som började utvecklas 1632 av den tyske lantgreven Vilhelm V av Hessen-Kassel som skapade tre kompanier för spaning och strid bakom fiendens linjer. Soldaterna i dessa kompanierna rekryterades bland jägmästare samt viltvårdare och ordet fältjägare var valt för att betona den militära rollen.
Det första fältjägarförbandet i svenska armén var en del av Sprengtportens frikår i svenska Pommern, uppsatt 1757. I Finland sattes Savolax jägarregemente upp 1772 med fältjägare. I Jämtland bildades fältjägarförband redan 1787 men det dröjde ända till 1820 innan regementet fick namnet Jämtlands Fältjägarregemente. 1788 sattes Wermlands Fältjägare upp på order av Gustav III för skydd av den Värmländska gränsen mot Norge. I den svensk-finska armén utvecklades också fältjägare i de Karelska och Sandelska jägarkårerna. Det har också funnits flera olika fältjägarförband i Norrland bl.a. i Norrbottens och Västerbottens fältjägarkårer som antingen avvecklades eller slogs ihop med andra förband.
Efter napoleonkrigen (år 1815) började jägarkaraktären att urvattnas hos fältjägarförbanden och i början av 1900-talet utvecklades fältjägarna till lätta skytteförband avsedda för strid i ödemarksterräng, som organiserades i fristående fältjägarbataljoner på Armékårnivå och blev senare ett fördelningsförband 1955. Fältjägarbataljonerna ersattes i sin tur av fristående norrlandsskyttebataljoner som var vanliga infanteriförband avsedda för strid i Norrland. Värt att notera är att jägarsoldater vid Livregementets husarer (K 3) ofta felaktigt har givits beteckningen "Fältjägare".